# Hrvatsko-slavonsko namjesništvo
Hrvatsko-slavonsko namjesništvo ili Carsko i kraljevsko namjesništvo (njem. k. k. Statthalterei), izvršni organ vlasti u Hrvatskoj i Slavoniji osnovano 30. travnja 1854. godine, umjesto dotadašnje Banske vlade, po odluci austrijskog ministarstva unutarnjih poslova. Prema odluci bečkih vlasti, zemaljska vlada je samo posrednik između Hrvatske i Beča, ovisna o bečkom ministarstvu. Namjesništvo je djelovalo do 4. travnja 1861. godine, kada je radom započelo Kraljevsko namjesničko vijeće.

## Ustroj Hrvatsko-slavonskog namjesništva
Namjesništvu su u nadležnost dodijeljeni: politička i redarstvena uprava općenito, bogoštovje i nastava, trgovina i obrt, poljodjelstvo i one stvari građevinarstva koje nisu zasjecale neposredno u koji predmet poslovanja zemaljske financijske vlasti ili koje nisu izričito dodijeljene kojoj drugoj vlasti u zemlji neovisno od Namjesništva. U personalnim pitanjima i u poslovima političke uprave Namjesništvo je podređeno Ministarstvu unutranjih poslova, a u ostalim granama onom ministarstvu koje je nadležno za određenu granu.